# Регулярное простое число
В теории чисел регулярное простое число — всякое простое число р, для которого число классов идеалов кругового поля не делится на р. Все остальные простые нечётные числа называются иррегулярными.
Несколько первых регулярных простых чисел:
3, 5, 7, 11, 13, 17, 19, 23, 29, 31, 41, …

## Свойства
Регулярные числа — это в точности куммеровы простые числа, однако доказывается это довольно сложно. Для проверки числа на куммеровость может быть использован так называемый критерий Куммера: p куммерово тогда и только тогда, когда числители всех чисел Бернулли {\displaystyle B_{2},B_{4},\dots ,B_{p-3}} не делятся на p.
Предполагается, что регулярных простых чисел бесконечно много, однако это утверждение не доказано.
Регулярные числа ввел Куммер при попытке доказательства теоремы Ферма. Одна из полученных теорем, с учётом совпадения регулярности и куммеровости, утверждает следующее:
Если простое p регулярно, то для него уравнение {\displaystyle x^{p}+y^{p}=z^{p}} не имеет решений в натуральных числах.

## Иррегулярное простое число
Простое число, не являющееся регулярным, называется иррегулярным простым числом. Несколько первых иррегулярных простых чисел:
37, 59, 67, 101, 103, 131, 149, 157, 233, 257, 263, 271, 283, 293, …
Иенсен доказал, что существует бесконечно много иррегулярных простых чисел.

## Иррегулярные пары
Если p — иррегулярное простое число, то p делит без остатка числитель числа Бернулли B2k для некоторого чётного индекса 2k в интервале 0 < 2k < p −1. При этом пара чисел (p, 2k) называется иррегулярной парой.
Первые несколько иррегулярных пар:
(691, 12), (3617, 16), (43867, 18), (283, 20), (617, 20), (131, 22), (593, 22), (103, 24), …
Для заданного простого p число таких пар называется индексом нерегулярности числа p. Таким образом, простое число регулярно тогда и только тогда, когда индекс иррегулярности равен нулю. Аналогично, простое число иррегулярно тогда и только тогда, когда его индекс иррегулярности положителен.
Обнаружено, что при p < 30000 пара (p, p−3) является иррегулярной лишь для простого числа Вольстенхольма p = 16843.